# Wiper
Wiper (virus) je računalniški virus, pojavil se je kot del agresivne zlonamerne programske opreme, ki je namenjen za krajo ali brisanje podatkov iz trdega diska. Osredotoča se na brisanje podatkov v prvi polovici diska, nato pa še na brisanje podatkov v drugi polovici diska, s tem pa tudi povzroči, da se sistem sesuje in mu tako prepreči ponovni zagon. Zelo težko mu je tudi slediti, saj z izbrisom podatkov izbriše tudi vse sledi za sabo.

## Način delovanja
Wiper je računalniški virus, oziroma program, ki se zažene tako, da pripenja kopije samega sebe na datoteke. Virusi se na računalnik prenesejo iz drugih okuženih računalnikov prek podatkovnih medijev (CD, DVD, itd.) ali prek mreže (lokalne ali interneta). 
Po izsledkih bi naj Wiper bil zagonski (boot) virus. Zagonski virusi se zapišejo v zagonski odsek okuženega medija in se aktivirajo ob vsakokratnem zagonu sistema, hkrati pa se zapišejo v zagonski odsek vsakega nosilca podatkov, ki ga vstavimo v računalnik - z izmenljivimi nosilci se prenašajo še na druge sisteme. Računalnik pa se zaradi tega ne more ponovno zagnati.

## Vrsta grožnje
Wiper spada med grožnje, ki jih povzroča vedenje ljudi t. i. človeške grožnje oziroma tveganja.  To so grožnje varnosti, ki so posledica zlonamernih ravnanj. Zlonamerni napadi so po navadi storjeni s strani oseb, ki v neki organizaciji oziroma podjetju, ki mu s svojimi dejanji škodujejo niso zaposlene, ali pa to storijo nezadovoljni in razočarani zaposleni, ki skušajo z zlorabo doseči določen namen. 
Virus Wiper je odkril in preučeval Kaspersky Lab, ki pravi, da ima Wiper virus nekaj skupnih lastnosti z DuQu in Stuxnet napadi. Na skupne lastnosti so preiskovalci naleteli pri šifriranih datotekah teh napadov. 
Kaspersky pravi, da je algoritem te zlonamerne programske opreme narejen za hitro brisanje in uničenje podatkov efektivno kot je le mogoče, kar lahko pomeni tudi izbris več GB podatkov naenkrat. 

## Storilec in žrtve
Wiper je bil del agresivne zlonamerne programske opreme, ki je targetirala stroje Iranskega ministrstva za olje in Nacionalnega Iranskega oljnega podjetja Aprila 2012. Namenjen je bil za krajo in uničenje podatkov, vendar prave škode ni povzročil, saj je podjetju uspelo rešiti podatke z varnostno kopijo.
Zaradi izjemno učinkovitega in edinstvenega brisanja datotek storilcev niso odkrili. 
Prav tako so s tem virusom napadli podjetje Sony in uničil ter ukradli večjo količino podatkov. Neuradno naj bi pri tem napadu šlo za 'hacktiviste' s političnimi nameni imenovane #GOP (Guardians of Peace). Saj so kmalu po tem napadu začeli objavljati dokumente in zaupne informacije podjetja Sony. Ameriške oblasti pravijo, da naj bi bili ti napadi organizirani v Severni Koreji, ker je bila ena od zahtev skupine #GOP tudi, da prekličejo predvajanje filma The Interview, saj se v tem filmu norčujejo iz njihovega voditelja. Oni pa so vztrajno zanikali vpletenost v te napade. Zaradi pomanjkanja dokazov tudi tukaj niso uspeli dokazati storilcev.    
Podobni napadi se dandanes še vedno dogajajo, a mediji poročajo o zlonamerni programski opremi, ki ima podobno funkcijo kot Wiper (npr. Stuxnet virus, Flame). Strokovnjaki naj bi tudi odkrili povezavo med Wiperjem in zlonamerno programsko opremo Flame, a konkretno o Wiperju trenutno ni nič aktualnega. Po neuradnih podatkih pa naj bi Wiper virus obstajal že od leta 2008.   
Zaradi tega, ker Wiper z izbrisom datotek izbriše tudi vse svoje sledi, storilcev niso nikoli odkrili.  

## Zaščita
Eden izmed prvih ukrepov je uporaba omrežja  Sullivan F-Secure . Pomembno je ločevati  intelektualno lastnino na utrjenih omrežij. Dostop do teh omrežij mora biti na daljavo. Priporočljiva je  uporaba oddaljene namizne programske opreme, ki dodaja varnostno plast, in je težja za Wiper napadalce do dostopa do računalnika, povezanega s tem omrežjem. 
Varnostno kopiranje podatkov je prav tako bistvenega pomena. Podatkovne Offsite varnostne kopije so bistvenega pomena za vsako organizacijo. Ena od rešitev je prav tako internetni backup. Zagotavlja sredstva za oddaljeni backup tako dolgo, kot je na voljo internetna povezava. Poleg tega so organizacije, ki so prejele opozorilo FBI lahko uporabile strukturo datoteke za zlonamerno programsko opremo, ki pomaga odkriti Wiper vdor.

## Ključne besede
-      Zlonamerna programska oprema → znana tudi pod angleškim izrazom malware (akronim za malicious software), je kategorija programske opreme ustvarjene za izvajanje           nelegitimnih posegov v računalniški sistemih, kot so uničenje, nepooblaščen dostop do podatkov, oviranje delovanja sistema in podobno.
-      Spletna varnost → zajema tehnologije, procese in prakse zasnovane za zaščito računalniškega omrežja, računalnika, programov in podatkov pred napadi, škodo ali nedovoljenim dostopom.
-      Računalniški virus → je programska koda, ki se je sposobna razmnoževati in prenašati v računalniku brez volje in vednosti uporabnika.
-      Spletni napad → nenadno nasilno dejanje, s katerim se hoče kaj pridobiti, doseči ali komu škodovati preko spleta.
-      Žrtve → osebe / institucije na katere je usmerjeno kako negativno dejanje.
-      Antivirusni program → je programska oprema, ki se uporablja za zaščito pred računalniškimi virusi in drugo zlonamerno programsko opremo, kot so črvi, trojanski konji, in podobno.
-      Vohunska programska oprema → je programska oprema, katere cilj je zbrati informacije o osebi ali organizaciji brez njihovega vedenja, ali da lahko pošlje takšne informacije nekomu brez da bi se uporabnik strinjal. Prav tako lahko zavzame nadzor nad računalnikom brez uporabnikovega védenja.
-      Gigabyte → je merska enota za količino podatkov v računalništvu.
-      Hekerju → so ljudje, ki se ukvarjajo z vdori oziroma nepooblaščenimi dostopi v računalniška omrežja in obhajajo varnostne sisteme le-teh iz različnih razlogov.
-      Varnostna kopija → je dvojnik podatkov v računalniku, ki jih uporabnik ne želi izgubiti (v angleščini se izrazu reče backup).